# SOE en Grèce
Le Special Operations Executive (« Direction des opérations spéciales ») est un service secret britannique qui opéra pendant la Seconde Guerre mondiale dans tous les pays en guerre, y compris en Extrême-Orient. 
La Grèce est envahie par l’Axe, après une défense désespérée de plusieurs mois. Fin 1942, le SOE monte sa première opération à l’intérieur de la Grèce : c’est une tentative de couper la voie ferrée utilisée pour alimenter en matériels l’armée allemande d’Afrique. Le groupe, conduit par le général Edmund Charles Wolf Myers (1906-1997, CBE, DSO), découvre deux groupes de guérilla opérant dans les montagnes : le pro-communiste ELAS et le républicain EDES. Avec l’aide de ces organisations, le groupe de Myers détruit le viaduc ferroviaire de Gorgopotamos le 14 novembre 1942, dans l’opération Harling.
Les relations entre les groupes de résistance et les Britanniques tournent mal. L'EDES reçoit la plus grande partie de l’aide du SOE, tandis que l'ELAS s'empare de beaucoup d’armes quand l’Italie s’effondre et que les forces militaires italiennes en Grèce sont dissoutes. En 1943, ELAS et EDES s’affrontent dans une violente guerre civile, jusqu’à ce que le SOE négocie un difficile armistice, l’accord de Plaka. Certains officiers de liaison du SOE sur le terrain sont exécutés par des groupes ELAS indisciplinés.
Finalement, l’armée britannique occupe Athènes et Le Pirée après le retrait des Allemands, et combat dans les rues pour chasser ELAS de ces villes et imposer un gouvernement intérimaire, avec l’archevêque Damaskinos. La dernière action du SOE consiste à évacuer plusieurs centaines de combattants désarmés d’EDES vers Corfou, leur évitant ainsi d’être massacrés par ELAS.